# Lur (monnaie)
Pour les articles homonymes, voir Lur.
Le lur est une unité de paiement utilisée en Bretagne en remplacement de la monnaie officielle lors de manifestations culturelles. Son nom fait référence à la livre bretonne (en breton lur), une ancienne monnaie ducale.

## Cours du lur
Le lur était à parité égale avec le franc français, soit 1 FF = 1 Lur et 1 € = 6,67 Lur.

## Utilisation actuelle
Les billets de lur ont été réutilisés lors de la fête de la langue bretonne, Gouel broadel ar Brezhoneg,, de 1986 à 1999, qui s'est déroulée successivement à Carhaix, Spézet, Langonnet et Louargat. Le festival Celticofolies de Lanouée avait édité quatre billets en lur pour ses éditions de 1998 à 2000.